# Georges Labazée
Georges Labazée, né le 16 juin 1943 à Viven (Basses-Pyrénées) et mort le 3 février 2022 à Bayonne, est un homme politique français. Il est président du conseil général des Pyrénées-Atlantiques de 2011 à 2015.

## Biographie
Georges Labazée commence sa carrière politique lors des cantonales de 1976, où il est élu conseiller général dans le canton de Thèze et est reconduit à chaque élection (1982, 1988, 1994, 2001 et 2008).
Il devient député lorsqu'André Labarrère entre dans le premier gouvernement Mauroy comme ministre délégué auprès du Premier ministre, chargé des relations avec le Parlement, à la suite de la présidentielle de 1981 et de la vague rose.
Lors des cantonales de 2011, le conseil général des Pyrénées-Atlantiques passe à gauche et le 31 mars 2011, Georges Labazée en devient le président,.
Il meurt dans la nuit du 3 au 4 février 2022 à l'âge de 78 ans.

## Détail des fonctions et des mandats

### Mandats locaux
- 14 mars 1976 - 1982 : conseiller général du canton de Thèze ;
- 1982 - 1988 : conseiller général du canton de Thèze ;
- 1988 - 1994 : conseiller général du canton de Thèze ;
- 1994 - 2001 : conseiller général du canton de Thèze ;
- 2001 - 2008 : conseiller général du canton de Thèze ;
- 2008 - 2015 : conseiller général du canton de Thèze ;
- 31 mars 2011 - 2 avril 2015: président du conseil général des Pyrénées-Atlantiques ;
- 1992 - 1998 : conseiller régional d'Aquitaine ;
- 1998 - 2004 : vice-président du conseil régional d'Aquitaine ;
- 2004 - 2010 : conseiller régional d'Aquitaine.

### Mandats parlementaires
- 24 juillet 1981 - 1er avril 1986 : député de la 1re circonscription des Pyrénées-Atlantiques
- 1er octobre 2011 - 1er octobre 2017 : sénateur des Pyrénées-Atlantiques